# Theo Burlage

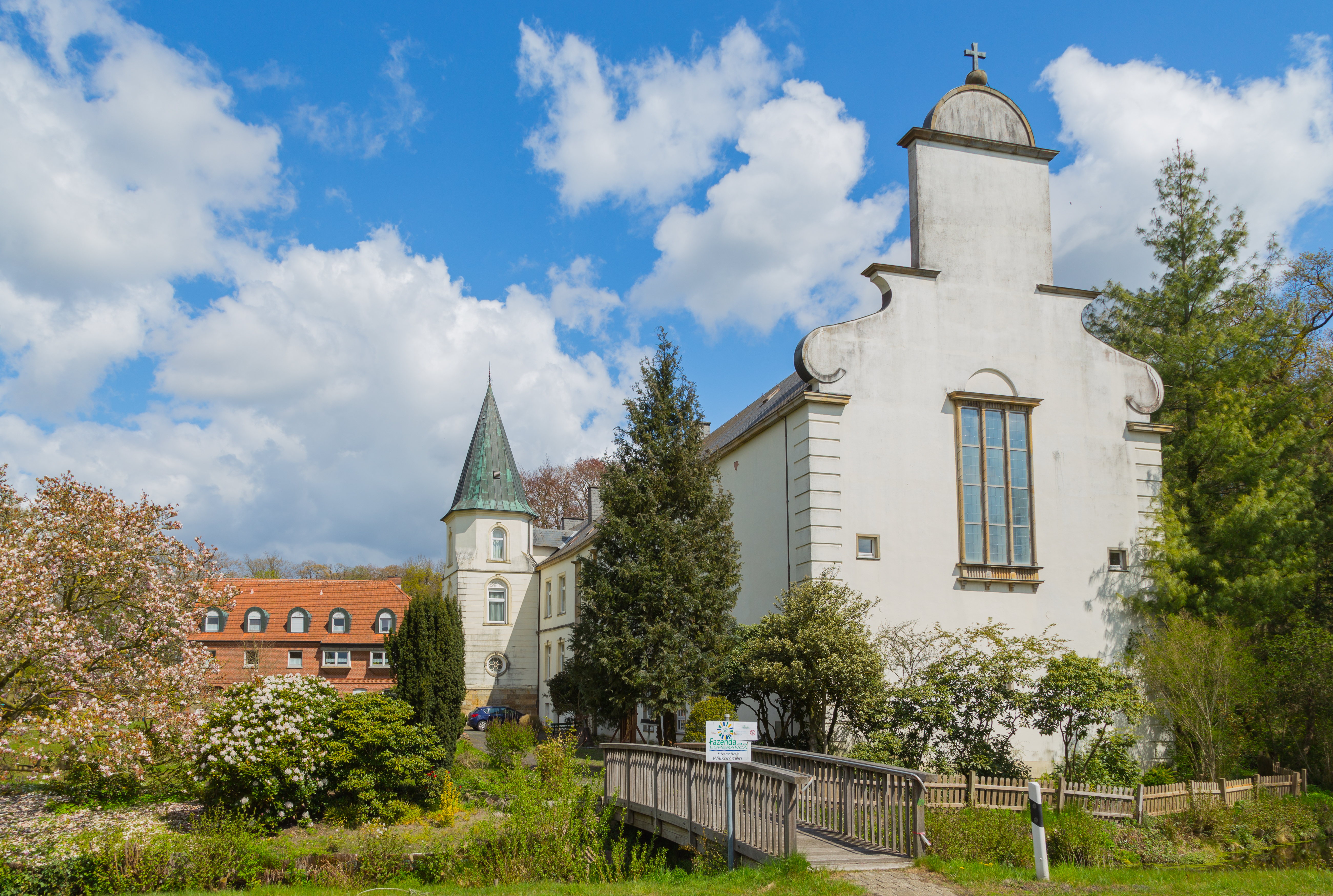
Kapelle Haus Hange (1926–1927)

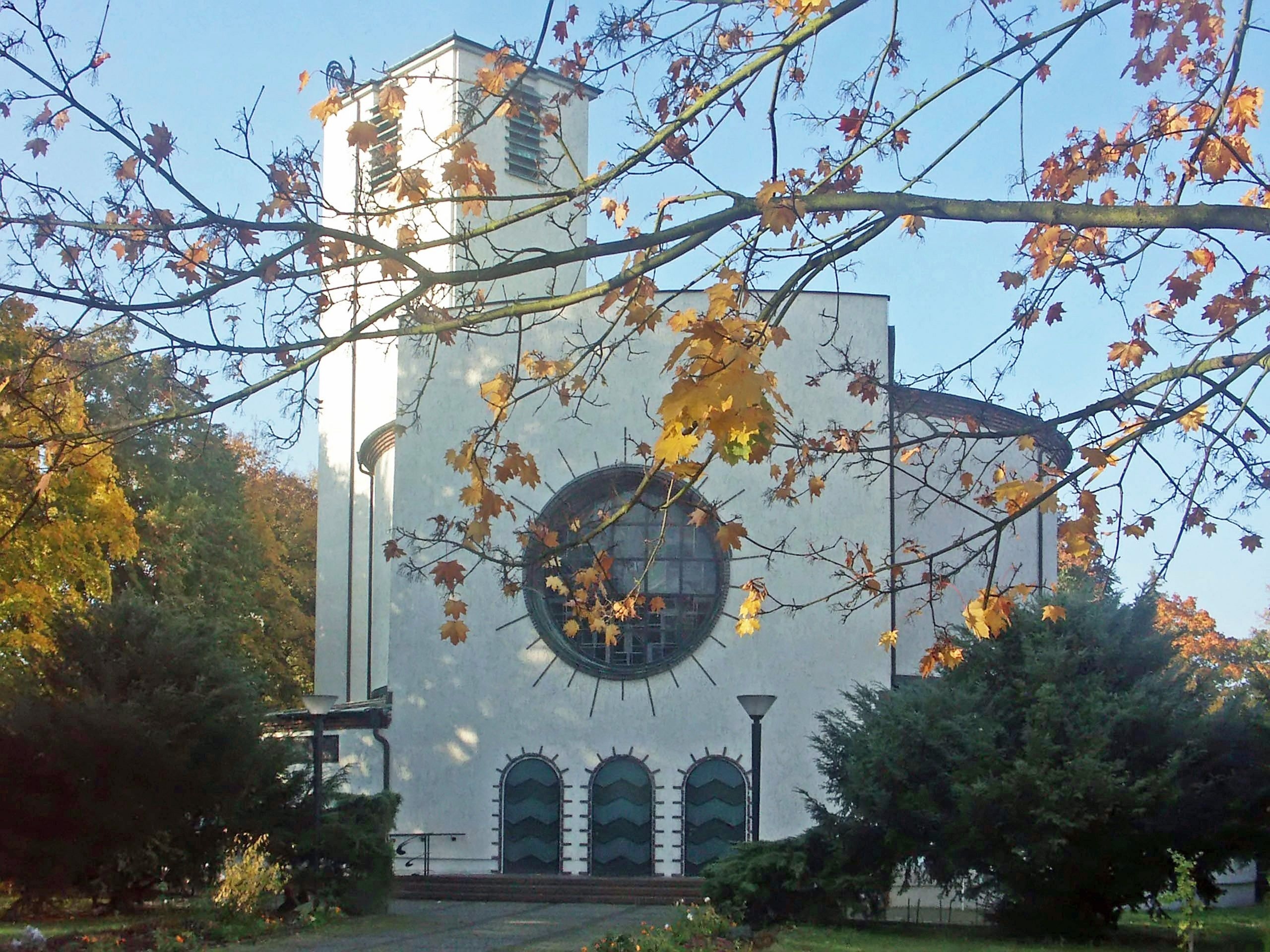
St. Bonifatius (1928–1929)

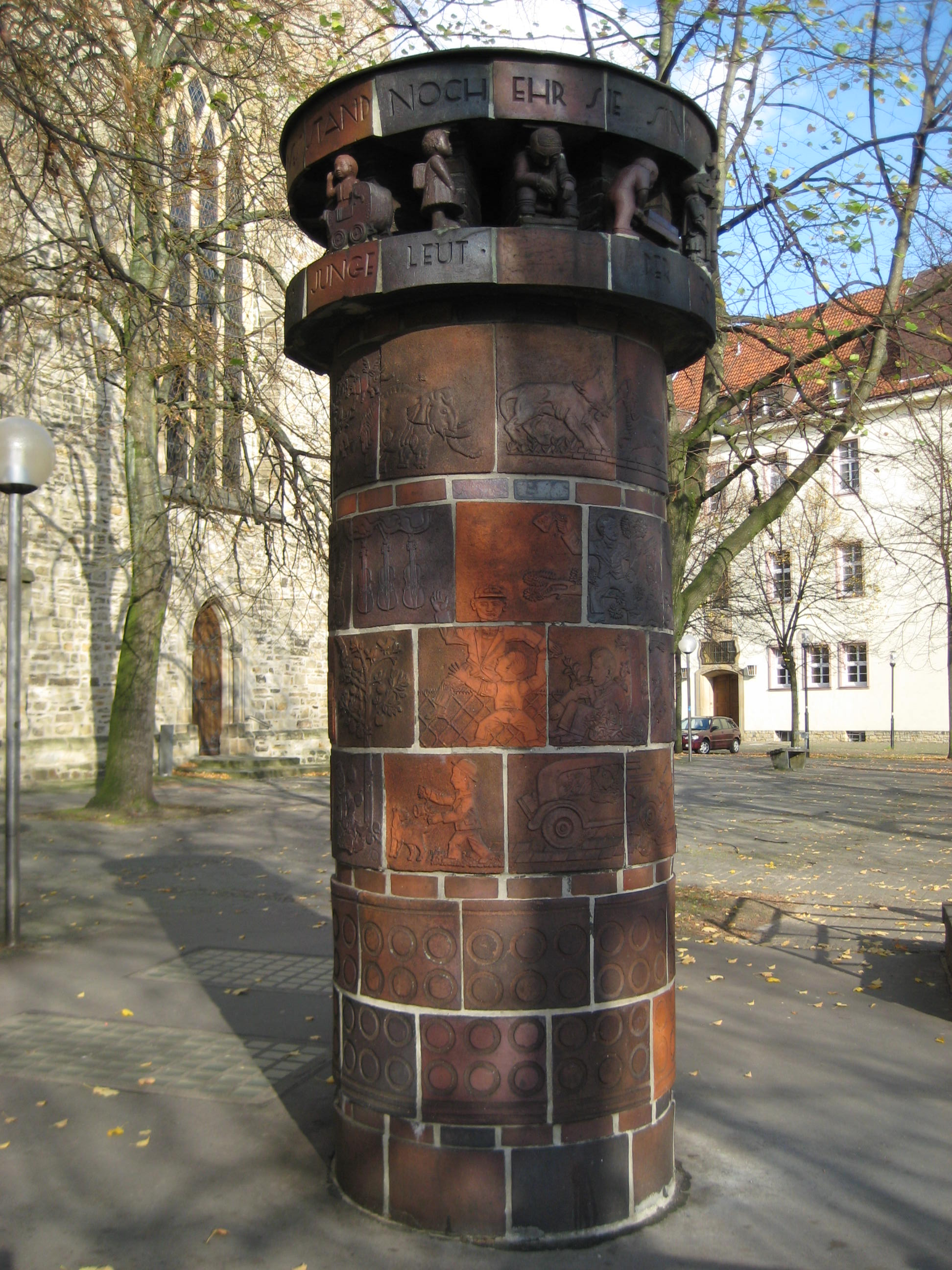
Abluftsäule (1929–1930)

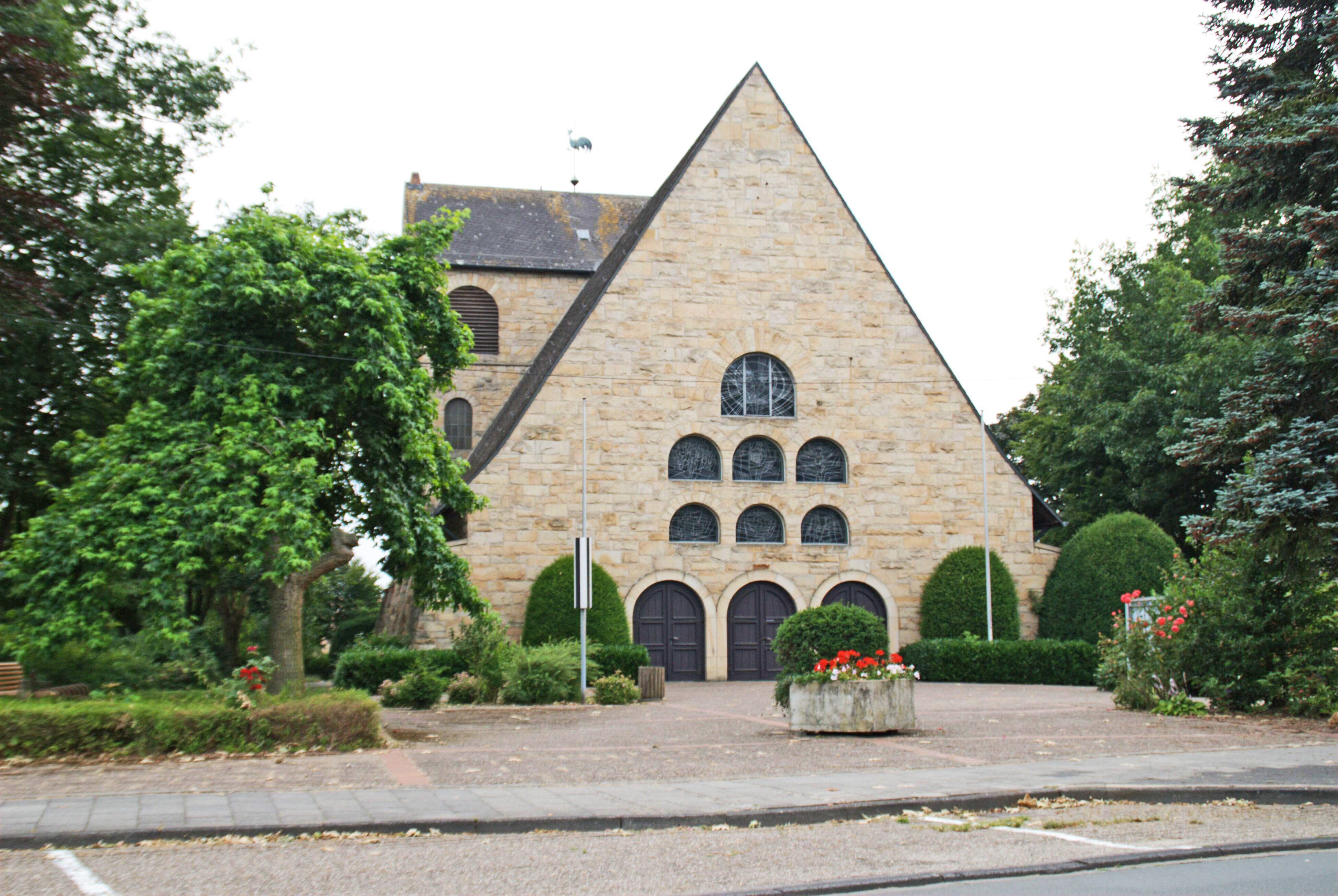
Zum Heiligsten Herzen Jesu (1951)

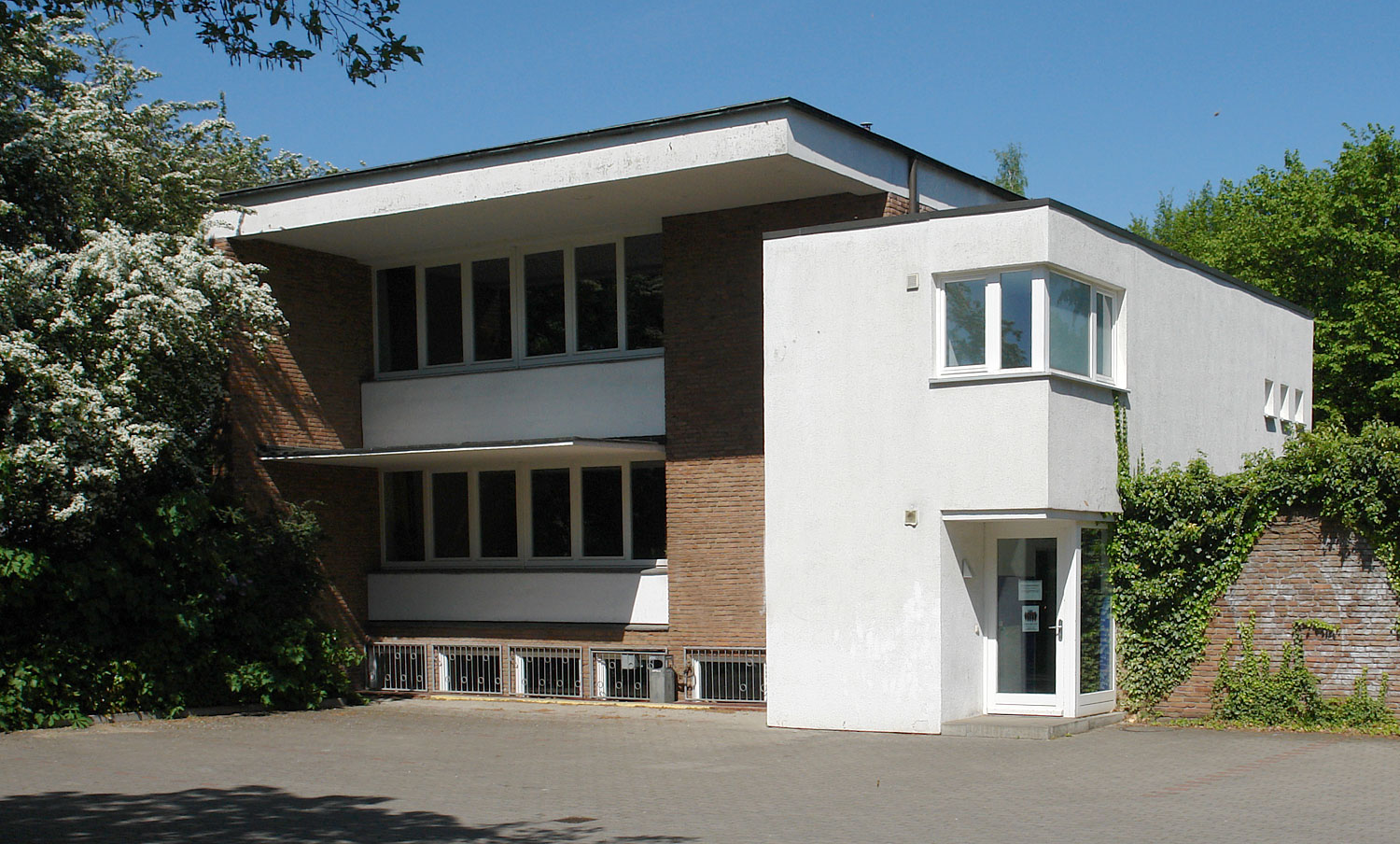
Jugendhaus bei St. Hedwig in Bremen-Vahr (1961–1963)

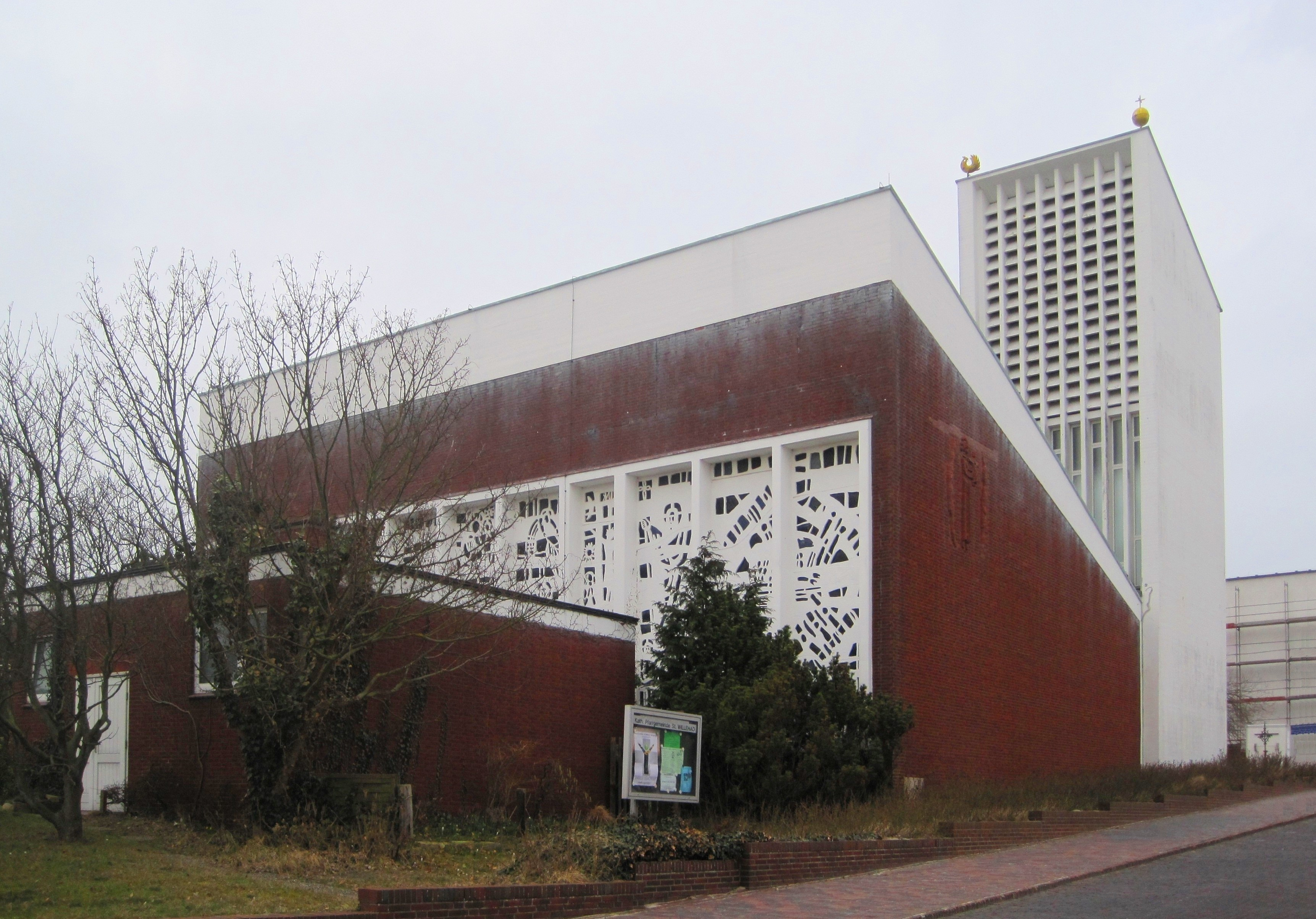
St. Willehad (1962)

Theo Burlage (* 17. Juli 1894 in Oberstein an der Nahe; † 24. Februar 1971 in Osnabrück) war ein deutscher Architekt.

## Leben
Theo Burlage war der Sohn von Eduard Burlage und der Bruder von Maximilian Burlage.
Von 1919 bis 1923 studierte Burlage an der Technischen Hochschule Stuttgart, vor allem bei Paul Schmitthenner und Paul Bonatz. Bei dem auf Kirchenbauten spezialisierten Hans Herkommer absolvierte er ein Praktikum, bevor er sich 1925 mit einem eigenen Büro in Osnabrück selbstständig machte.
Der Durchbruch gelang ihm 1928 mit seinem Wettbewerbsentwurf für die katholische Kaufmanns-Gedächtniskirche St. Bonifatius in Leipzig-Connewitz. Obwohl im Wettbewerb nur mit dem dritten Platz ausgezeichnet, erhielt Burlage 1929 den Auftrag zum Bau der Kirche.
Nach dem Zweiten Weltkrieg arbeitete Burlage in Sozietät oder Bürogemeinschaft mit dem Architekten Bernhard Niebuer.
Burlage war seit 1919 Mitglied der katholischen Studentenverbindung AV Alania Stuttgart.

## Bauten
- 1924: Zweifamilienwohnhaus Roßberg in Osnabrück am Westerberg[2] ⊙
- 1924: eigenes Wohnhaus in Osnabrück, Westerberg[2] ⊙
- 1925: Wohnhaus Bruns in Osnabrück, Westerberg[2] ⊙
- 1925: Wohnhaus Schümmelfeder in Osnabrück, Westerberg[2] ⊙
- 1926–1927: Kapelle als Anbau am Südflügel von Haus Hange bei Freren im Emsland (außen barockisierend, innen expressionistisch)[3] ⊙
- 1928–1929: katholische Pfarrkirche und Kaufmanns-Gedächtniskirche St. Bonifatius in Leipzig-Connewitz[4] ⊙

Die Kirche ist als Gesamtkunstwerk des späten Expressionismus mit Anklängen an den zeitgenössischen Kunstgewerbestil des Art déco im Wesentlichen erhalten und steht unter Denkmalschutz. Teile der Ausstattung wie die Heiligenfiguren aus Terrakotta schufen Albert Burges und Wolfdietrich Stein, die Bleiglasfenster Theo M. Landmann.
- 1929: katholische Pfarrkirche St. Franziskus in Schöninghsdorf (heute Ortsteil von Twist (Emsland))[5] ⊙

Die Kirche zeigt außen wie innen den Stil des Expressionismus, der Entwurf scheint von den Ideen Bruno Tauts beeinflusst. Eckard Wagner, der langjährige Leiter des Emslandmuseums Schloss Clemenswerth, bezeichnete sie als „ein Meisterwerk moderner Kirchenbaukunst in Nordwestdeutschland“.
- 1929–1930: Gestaltung der Abluftsäule auf dem St.-Johann-Kirchhof in Osnabrück (mit Wolfdietrich Stein) ⊙
- 1930–1931: katholische Pfarrkirche St. Elisabeth in Bremen-Hastedt (1945 zerstört)[6]
- 1934: Erweiterung der Stadthalle Osnabrück (mit Bruno Dichler, 1944 zerstört)
- St.-Anna-Klinik in Löningen ⊙
- Krankenhaus in Lathen

Büro Burlage und Niebuer:
- 1951: katholische Pfarrkirche Zum Heiligsten Herzen Jesu (Herz-Jesu-Kirche) in Esch bei Ibbenbüren[7] ⊙
- 1959: katholische Kirche Maria zum Frieden in Meppen-Esterfeld ⊙
- 1961–1963: St. Hedwig (Bremen) mit Pfarr- und Gemeindehaus in Bremen-Vahr ⊙
- 1962: katholische Kirche St. Willehad auf Wangerooge ⊙
- 1964–1966: katholische St. Ansgar-Kirche in Twist (Emsland)⊙
- 1965: katholische Kirche St. Pius in Marl-Brassert ⊙
- 1968: Wohnhaus Bueren in Osnabrück, Westerberg[2] ⊙
- 1968: Wohnhaus von den Benken in Osnabrück, Westerberg[2] ⊙